# Giovanni Codrington
Giovanni Codrington (ur. 17 lipca 1988 w Paramaribo w Surinamie) – holenderski lekkoatleta specjalizujący się w krótkich biegach sprinterskich, uczestnik letnich igrzysk olimpijskich w Londynie (2012) i Rio de Janeiro (2016).

## Sukcesy sportowe
- halowy mistrz Holandii w biegu na 60 metrów – 2014
- dwukrotny wicemistrz Holandii w biegu na 100 metrów – 2010, 2012
- brązowy medalista mistrzostw Holandii w biegu na 100 metrów – 2011
- trzykrotny halowy wicemistrz Holandii w biegu na 60 metrów – 2010, 2011, 2012
- brązowy medalista halowych mistrzostw Holandii w biegu na 60 metrów – 2009

| Rok  | Miasto    | Zawody                                  | Konkurencja        | Wynik       |
| ---- | --------- | --------------------------------------- | ------------------ | ----------- |
| 2012 | Helsinki  | Mistrzostwa Europy                      | sztafeta 4 x 100 m | złoty medal |
| 2012 | Londyn    | Igrzyska olimpijskie                    | sztafeta 4 x 100 m | 5. miejsce  |
| 2014 | Zurych    | Mistrzostwa Europy                      | sztafeta 4 x 100 m | 5. miejsce  |
| 2016 | Amsterdam | Mistrzostwa Europy                      | sztafeta 4 x 100 m | 4. miejsce  |
| 2017 | Lille     | Superliga drużynowych mistrzostw Europy | sztafeta 4 x 100 m | 5. miejsce  |

## Rekordy życiowe
- bieg na 60 metrów (hala) – 6,70 – Apeldoorn 27/02/2016
- bieg na 100 metrów – 10,29 – Mannheim 17/07/2014 / 10,19w – Clermont 18/04/2015
- bieg na 150 metrów – 15,57 – Lisse 05/05/2012
- bieg na 200 metrów – 21,02 – Lejda 09/06/2012

Dwukrotny rekordzista Holandii w sztafecie 4 × 100 metrów (38,34 i 38,29 w 2012; ten drugi rezultat jest aktualnym rekordem kraju).